# Kënga Magjike 1999
Kënga Magjikes första upplaga hölls i november år 1999 i Pallati i Kongreseve i Tirana. Tävlingen regisserades av Pali Kuke och introducerades av Ardit Gjebrea som själv var programledare. I tävlingen deltog 34 sångare och slutligen stod Elsa Lila som segrare med låten "Vetëm një fjalë". Under tävlingen tilldelades även sångerskan Anita Take hedersutmärkelsen Naim Frasheri i Artë av dåvarande presidenten Rexhep Meidani.

## Deltagare
Nedan följer ett antal av tävlingens totalt 34 deltagare:
- Elsa Lila – "Vetëm një fjalë"
- Kozma Dushi – "Mos më lini të largohem"
- Gaqo & Pirro Çako – "Romance"
- Adelina Ismajli – "F.. the Government"
- Rovena Dilo – "Jeta është e shenjtë"
- Era Rusi – "Lotët e ëngjëllit"
- Liljana Kondakçi – "Arbëri"